# گرزه (شهر)
گرزه (به ترکی استانبولی: Gerze) شهری است در کشور ترکیه که در استان سینوپ واقع شده‌است. جمعیت این شهر بر اساس سرشماری سال ۲۰۰۸ میلادی ۱۰٬۶۱۸ نفر و بر اساس برآوردهای سال ۲۰۰۹ میلادی ۱۱٬۲۵۱ نفر می‌باشد.